# British Touring Car Championship 2002
Green Flag MSA British Touring Car Championship 2002 var den 45:e säsongen av det brittiska standardvagnsmästerskapet, British Touring Car Championship. James Thompson, i en Vauxhall, tog sin första titel.

## Slutställning
| Pl. | Förare         | Märke    | Poäng |
| --- | -------------- | -------- | ----- |
| 1   | James Thompson | Vauxhall | 183   |
| 2   | Yvan Muller    | Vauxhall | 163   |
| 3   | Matt Neal      | Vauxhall | 146   |
| 4   | Anthony Reid   | MG       | 136   |
| 5   | Andy Priaulx   | Honda    | 116   |
| 6   | Warren Hughes  | MG       | 110   |
| 7   | David Leslie   | Proton   | 79    |
| 8   | Paul O'Neill   | Vauxhall | 77    |
| 9   | Alan Morrison  | Honda    | 68    |
| 10  | Tim Harvey     | Peugeot  | 43    |